# Méliphage de Guadalcanal
Guadalcanaria inexpectata
Genre
Espèce
Statut de conservation UICN

 LC  : Préoccupation mineure
Le Méliphage de Guadalcanal (Guadalcanaria inexpectata) est une espèce de passereau de la famille des Meliphagidae, la seule représentante du genre Guadalcanaria.

## Répartition
Il est endémique de Guadalcanal.

## Référence
- Hartert, 1929 : Birds collected during the Whitney South Sea Expedition. 8, Notes on birds from the Solomon Islands. American Museum novitates, n. 364 (texte original)